# Tipula (Vestiplex) tardigrada
Tipula (Vestiplex) tardigrada is een tweevleugelige uit de familie langpootmuggen (Tipulidae). De soort komt voor in het Oriëntaals gebied.